# François Louvard
Pour les articles homonymes, voir Louvard.
François (ou Francis) Louvard ou Louvart, bénédictin de la congrégation de Saint-Maur et appelant, né en 1661, à Champgenêteux, mort le 23 avril 1739 à Schonaw. Il est l'un des plus fougueux jansénistes de son temps.

## Biographie

### Origine
Il est originaire d'une famille plutôt notable dans le pays de Champgenêteux et Champéon. 

### La vie monastique
Il embrassa la vie monastique, à l'âge de dix-huit ans, dans l'abbaye de Saint-Melaine de Rennes, et s'occupa de la direction des âmes. Ses supérieurs le firent venir en 1700, à l'abbaye de Saint-Denis, pour terminer l'édition de Saint-Grégoire de Nazianze, interrompue par la mort de Dom Jacques du Frische ; et il y travailla quelque temps, mais sans résultat. 

### Jansénisme
En 1709, il ouvrit une conférence publique sur les points qui divisent les communions chrétiennes, et ramena à l'unité de l'Église plusieurs dissidents. Il fut le premier opposant de son corps contre la bulle Unigenitus ; et il soutint, dans un écrit exprès, que la recevoir était une apostasie. L'excès de son zèle lui attira plusieurs exils et emprisonnements. 

### L'arrestation
Il est relégué successivement dans différentes maisons de son ordre, dans la Bretagne et le Maine. À Saint-Gildas (1725), il se met en rapport avec l'abbé Mellinet, janséniste, prêtre de la paroisse de Saint-Denis. Leur correspondance est saisie par un jeune abbé nommé Bahuau. On y voit des relations suivies avec l'ex-supérieure de l'Hôtel-Dieu, la supérieur du Bon-Pasteur, la marquise de la Muce, et surtout avec Mellinet. Il y est question de la distribution de brochures, d'impressions de libelles en France et à l'étranger.
L'arrestation fut décidée et exécutée sur l'ordre du maire de Nantes, le 29 octobre 1728, par Charles Gelée, conseiller de l'Amirauté.
Enfermé au château de Nantes, d'où il fut transféré à la Bastille, il arriva dans cette prison le 31 décembre 1728 et il essaya d'y reprendre son travail sur Saint-Grégoire ; mais ne pouvant pas se procurer les secours nécessaires, il l'abandonna, et remit ses notes à dom Maran, son confrère. Après une captivité de cinq ans, il fut conduit à l'abbaye de Rebais par lettre de cachet, le 21 décembre 1733, d'où il lui était défendu de sortir.

### Le refuge en Hollande
Mais, au bout de quelques mois, le 18 mars 1734, ses adversaires ayant obtenu un nouvel ordre pour le faire resserrer plus étroitement, il parvint à se soustraire aux recherches des archers, et se réfugia en Hollande, où il trouva un asile dans la chartreuse de Schonaw, près d'Utrecht. Il s'y livra à la rédaction de plusieurs écrits, pour la défense de son parti, et y mourut le 23 avril 1739.

## Publications
1. Prospectus novae editionis operum Sancti Gregorii theologi seu Nazianzeni. Studio et labore D. Francisci Louvard (Paris) : (Johannes-Baptista Delespine), 1709, 4 p.
2. quelques Lettres, dans les journaux du temps, relatives à ce travail ;
3. plusieurs écrits sur la bulle Unigenitus, et sur la nécessité de l'appel de l'Eglise de France au futur concile[8].
4. Protestation de D. Louvard, bénédictin, pour être signifiée avant son interrogatoire. (17 novembre 1728.) (s. l. n. d.), In-4 ̊ , 4 p.